# 三甲基铝
三甲基铝是一个化合物，化学式是Al2(CH3)6, 可以缩写为Al2Me6, (AlMe3)2或者TMA。它是一种自燃的无色液体，在工业上是很重要的有机铝化合物。它的蒸气散发到空气中后会产生白烟（氧化铝）。

## 结构与化学键
Al2Me6在常温常压下是二聚体，在结构上和乙硼烷相似。像乙硼烷一样，这个化合物同样有两个三中心两电子键：在两个铝原子之间有一个共用的甲基。端位的Al-C键和中间的Al-C键的距离分别是1.97和2.14埃，中间甲基上的每个碳原子都被三个氢原子和两个铝原子包围。这些甲基在分子内和分子间可以自由转换。
三中心两电子键是"缺少电子"的分子而且倾向于与路易斯碱反应，产物含有两中心两电子键。例如和氨反应生成加合物 R3N-AlMe3。Al2Me6与氯化铝反应生成的(AlMe2Cl)2是另一个遵守八隅体规则的反应产物。
AlMe3的单体含有一个铝原子和三个甲基，这种单体仅会在高温低压下存在。VSEPR理论预言了它如同BMe3一样是三角平面（有一个三重轴）对称。后来电子衍射的结果也证实了这个预言。

## 制备与应用
TMA可以通过两步反应制取，总反应式如下：
2 Al  +  6 CH3Cl  +  6 Na   →   Al2(CH3)6  +  6 NaCl
TMA主要用来生产甲基铝氧烷，用于活化烯烃聚合的齐格勒-纳塔催化剂。TMA也作为甲基化试剂。用于亚甲基酯和酮的Tebbe试剂就是由TMA制备的。TMA也用在探空火箭上，用作研究上层大气风模式的示踪剂。
通过化学气相沉积或原子层沉积过程，TMA也可用于制造半导体的沉积高介電係數薄膜，例如Al2O3。
TMA与叔胺DABCO形成化合物，这比直接处理TMA本身更安全。
在Cp2ZrCl2（二氯二茂锆）的催化下，(CH3)2Al-CH3能够与炔烃反应生成烯基铝，这个反应在被称为carboalumination的有机合成反应中起作用。
NASA的ATREX任务利用TMA与空气接触产生的白烟研究高空急流。

## 半导体级TMA
TMA是有机金属化学气相沉积法（MOVPE）制造含铝半导体（如AlAs, AlN, AlP, AlSb, AlGaAs, AlInGaAs, AlInGaP, AlGaN, AlInGaN, AlInGaNP等）中有机金属的重要来源。TMA的质量标准主要关注元素杂质、氧化杂质和有机杂质的含量。

## 参看
1. 1 2 3 4 5  来源：Sigma-Aldrich Co., Trimethylaluminum （2014-05-05查阅）.
2. 1 2 3 4  http://chemister.ru/Database/properties-en.php?dbid=1&id=3290（英文）
3. 1 2  Carlsson, J.; Gorbatkin, S.; Lubben, D.; Greene, J. E. . Journal of Vacuum Science and Technology B. 1991, 9 (6): 2759–2770. doi:10.1116/1.585642.
4. ↑  Holleman, A. F.; Wiberg, E. . San Diego: Academic Press. 2001. ISBN 0-12-352651-5.
5. ↑  Almennin, A.; Halvorse, S.; Haaland, A. . Acta Chemica Scandinavica. 2005, 44 (15): 2232–2234. doi:10.3891/acta.chem.scand.25-1937.
6. ↑  Biswas, K.; Prieto, O.; Goldsmith, P. J.; Woodward, S. . Angewandte Chemie International Edition. 2005, 44 (15): 2232–2234. PMID 15768433. doi:10.1002/anie.200462569.
7. ↑  Negishi, E.; Matsushita, H. (1984). "Palladium-Catalyzed Synthesis of 1,4-Dienes by Allylation of Alkenyalane: α-Farnesene [1,3,6,10-Dodecatetraene, 3,7,11-trimethyl-]". Org. Synth. 62: 31; Coll. Vol. 7: 245.